# Історія освоєння мінеральних ресурсів Австрії

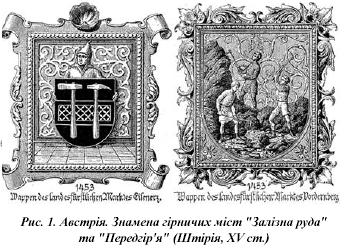

Історія освоєння мінеральних ресурсів Австрії
Використання кременю на території Австрії почалося в нижньому палеоліті. З VI тисячоліття до н. е. У великій кількості добувалися глини. Гірничорудні центри на території Австрії почали функціонувати вже з ІІІ-го тисячоліття до н.е.; з кінця бронзової доби вони набувають важливого значення для регіонів Центральної Європи. З цього часу починається широкий видобуток та переробка сульфідних мідних руд, виникають значні гірничі розробки в районах Зальцбурга і Тироля. Найбільш дослідженою системою розробок того періоду є мідні рудники Міттерберга (район Мюльбаха — Бішофсхофена). Знайдена велика кількість похилих стовбурів і штолен (близько 30 з них сягають довжини 100 м), які було закладено практично по всіх виходах руд на поверхню. Виявлені бронзові гірничі кирки, клини, кам'яні молоти, а також горни для виплавлення руд, відвали шлаків, ознаки «мокрого» і «сухого» збагачення.
Період VIII–VII ст. до н.е ознаменував початок розробки залізорудних родовищ та виробництва заліза. Для розвитку залізорудної промисловості Римської імперії велике значення мала провінція Норік (між річками Драва і Дунай). З I по IV ст. східні альпійські райони стають одним з найпотужніших гірничо-металургійних центрів Європи.
У IV–IX ст. (епоха переселення народів) гірнича справа на території Австрії переживає занепад. З X ст. у Штирії (Шладмінг, Цайрінг) починається активний видобуток срібла й карбування монет. В Х–XIII ст. відроджується видобуток залізної руди (Штирія, Леобен, Каринтія) та солі. Розробка велась штольнями та відкритим способом (Ерцберг). В XIII ст. від сухої розробки кам'яної солі переходять до видобутку методом розчинення. В XIV–XVI ст. утверджується державна монополія на виробництво солі. Розробка родовищ золота та срібла досягла максимуму в XV–XVI ст. Нараховувалось близько 1000 невеликих золотих рудників. В цей час при підземній розробці срібних руд у Тіролі застосовувався коловорот з кінним приводом для шахтного підйому, водовідливні установки, перші рудникові вагонетки. Гірників Австрії запрошують до Англії для навчання місцевих шахтарів. В кінці XVI ст. видобуток золота і срібла помітно скоротився, що було зумовлено збіднінням родовищ та «експортом» американського золота.
З XVIII ст. при розробці корисних копалин почали застосовувати вибухові роботи. В XIX ст. в областях Файч та Радентайн збільшується видобуток магнезиту (1-е місце у світі до 1918 р.), ведеться розробка графіту. У другій половині XIX ст. в Тіролі глибина шахт сягала 836 м від поверхні, що було рекордним показником того часу. Становлення гірничої промисловості в XIX ст. пов'язане з видобутком у великих масштабах кам'яного вугілля, який був припинений у 1978 р. Найважливішими корисними копалинами є нафта, газ, руди заліза, свинцю, цинку, стибію, магнезиту і графіту, вольфрам у.
У кінці XX і на початку XXI ст. австрійська гірнича промисловість скорочувалася. Причини — виснаження родовищ, конкуренція, недостатня економічна ефективність тощо. Сьогодні в країні добувають буре вугілля, нафту, залізні, свинцево-цинкові, стибієві та мідні руди, магнезит та інші мінеральну сировину. В структурі галузі основне місце належить паливній, гірничорудній та гірничо-хімічній промисловості. В країні діє близько 100 гірничодобувних підприємств (44 % — шахт, 56 % — кар'єрів) з числом зайнятих близько 4,5 тис. осіб. Але за рахунок власних сировинних ресурсів Австрія задовольняє лише незначну частину своїх потреб. Імпортується понад 90 % вугілля, близько 80 % нафти, 60 % природного газу, основна частина руд. Експортуються графіт, тальк, магнезит, кухонна сіль і деякі промислові мінеральні напівфабрикати.
Підготовку кадрів гірничо-геологічного профілю здійснюють в університетах міст Грац (1586 р.), Зальцбург (1622 р.), а також в Леобенському гірничому університеті (1848 р.) та в Віденському геологічному інституті.